# Гаплогруппа E-V38
Гаплогруппа E-V38 — гаплогруппа ДНК Y-хромосомы человека. В основном распространена в Африке. Делится на два субклада, E-M329 (прежде носил название E1b1c либо E1b1*) и E-M2 (прежде E3a и E1b1a). Субклад E-M329 ныне обнаруживается почти исключительно в Эфиопии. Что касается субклада E-M2, то он распространён в Западной Африке, Центральной Африке, Южной Африке, а также в регионе Великих Африканских озёр, и с умеренной частотой встречается в Северной Африке и на Ближнем Востоке.

## Субклады

### E-M329
Данный субклад прежде проходил в работах исследователей под названием E1b1c. Основная встречаемость — в Восточной Африке. Древнейшая проба была взята методом секвенирования из ископаемого образца под названием «Мота», возрастом 4500 лет, в Эфиопии. У данной гаплогруппы наивысшая встречаемость в юго-западной Эфиопии, среди носителей омотских языков.

### E-M2
E-M2 в свою очередь разделяется на несколько субкладов, при этом некоторые из них могут включаться либо в гаплогруппу E-L485, либо в гаплогруппу E-U175 (прежде делился на субклады E3a и E1b1a). Субклад E-M2 в наибольшей степени присущ африканцам-носителям нигеро-конголезских языков.
В южной и восточной Африке распространился благодаря экспансии племён банту.
Частота встречаемости гаплогруппы убывает при перемещении с запада и юга Африки к восточной и северной частям материка.
Образцы E-M2, выявленные в Северной Африке, принадлежат местным маврам.